# نوآباد (سوادکوه)
نوآباد، روستایی است از توابع بخش شیرگاه شهرستان سوادکوه در استان مازندران ایران.

## جمعیت
این روستا در دهستان شرق و غرب شیرگاه قرار دارد و براساس سرشماری مرکز آمار ایران در سال ۱۳۸۵، جمعیت آن ۸۵ نفر (۲۴خانوار) بوده‌است.